# Голубянка дафнис
Голубянка дафнис (лат. Polyommatus daphnis) — дневная бабочка из семейства голубянок. Видовой эпитет Дафнис дан в честь сына Гермеса, фригийского пастуха, обладавшего божественным даром пения.

## Описание
Длина переднего крыла — 12—19 мм. Крылья самцов сверху серебристо-голубые, с узкой темной каймой, у самок — бурые. В отличие от других голубянок задние крылья без красных пятен, с 2—3 острыми выступами у заднего угла, лучше выраженными у самок.
Обитает в степях и горных лугах среднего пояса. Бабочка встречаются на сложноцветных цветках. Вид оседлый. В год дает 1 поколение. Лёт наблюдается с середины июня до начала сентября.

## Распространение
Южная и Средняя Европа, Крым, Кавказ, Закавказье, Малая Азия, Ближний Восток, Передняя Азия, Урал, северо-запад Казахстана. Из Ростовской области вид известен по сборам 1993—1996 гг. из Куйбышево, Казанской, Раздорской. Везде редок.

## Размножение
Самка откладывает яйца на кормовые растения, где они зимуют. Гусеницы развиваются очень медленно, иногда до четырёх месяцев. Некоторые живут в муравейнике и питаются личинками муравьёв. Кормовые растения — астрагал (Astragalus), эспарцет (Onobrychis), лядвенец (Lotus), чина (Orobus) и тимьян (Thymus).

## Классификация

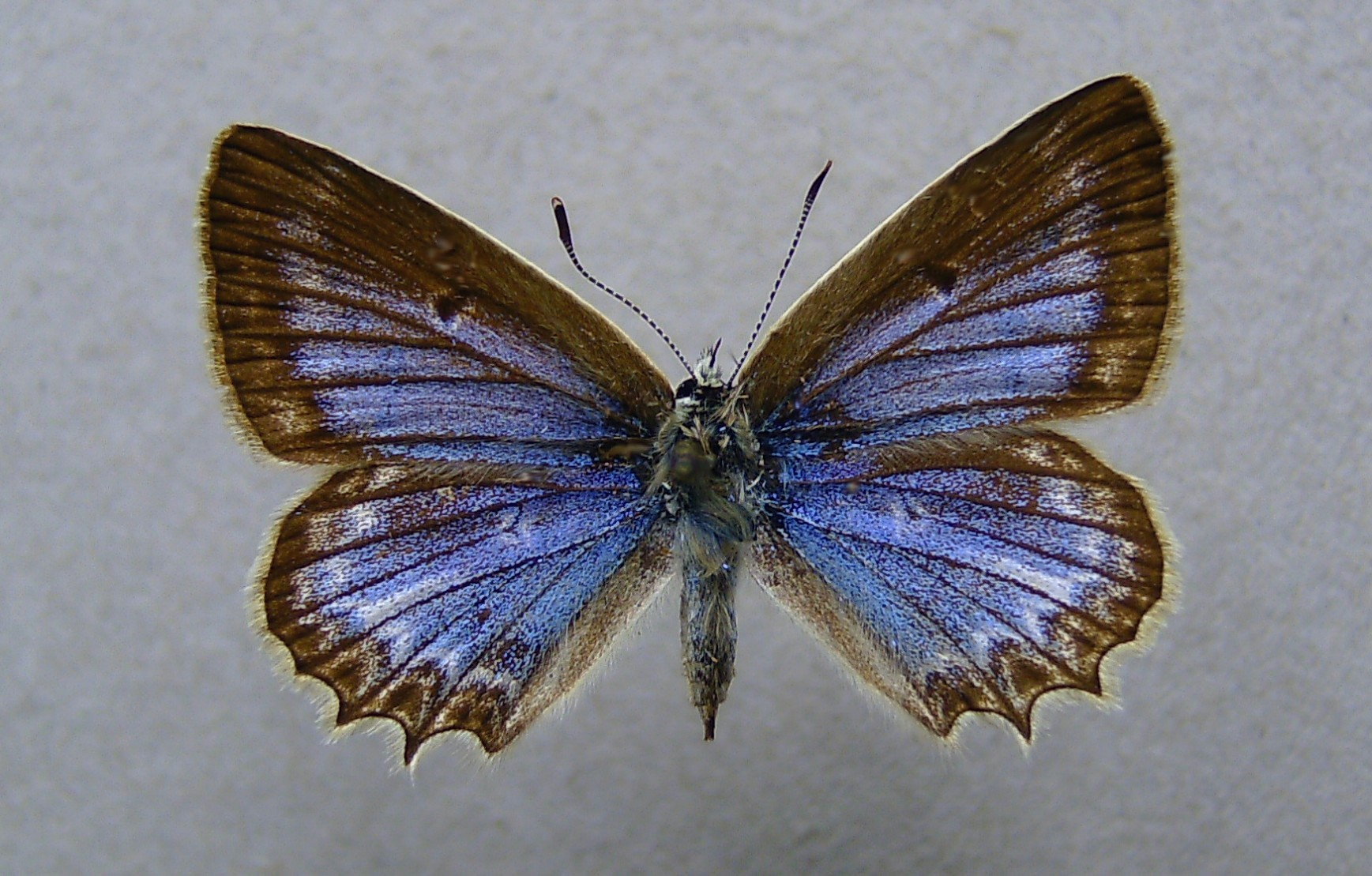
Голубянка Дафнис — Polyommatus daphnis, самец

Выделяют следующие подвиды с ареалами:
- Polyommatus daphnis daphnis (Denis & Schiffermüller, 1775 — Южная Европа, Крым и Урал
- Polyommatus daphnis elamita (Le Cerf, 1913)
- Polyommatus daphnis hayesi (Larsen, 1974)
- Polyommatus daphnis narsana (Alberti, 1973) — Кавказ
- Polyommatus daphnis versicolor (Heyne, 1895) — Армения